# ダナ・ウィンター
ダナ・ウィンター（Dana Wynter、1931年6月8日 - 2011年5月5日）は、ドイツ出身のイギリス人女優。父親はイギリス人医師、母親はハンガリー人でベルリンで生まれたが、数年後に父親の仕事の都合でイギリス・モロッコ・南アフリカで少女時代を過ごした。その後父親と同じく医師になるためイギリスに戻ったが、医学部の授業に付いていけず退学し女優になった。

## 出演作品
- 帰って来た鬼警部アイアンサイド
- ロイヤル・ロマンス/ダイアナ世紀の恋
- Mステーション・ハワイ
- ホワイト・ハウス
- うず潮
- 人造人間クエスター（ヘレナ・トリンブル）
- サンティー／復讐の荒野
- マンハッタン25時／ザ・コネクション
- 大空港（シンディ・ベイカースフェルド）
- 生きていた妻ナンシー
- 白昼の死刑台
- 秘密殺人計画書
- ダニー・ケイの替え玉作戦
- ビスマルク号を撃沈せよ!
- 地獄で握手しろ
- 大戦争
- 再会
- 黒い牙
- ボディ・スナッチャー/恐怖の街（ベッキー・ドリスコル）
- さらばポンペイ
- あの日あのとき
- 円卓の騎士
- 真紅の盗賊